# Pelosia plumosa
Pelosia plumosa là một loài bướm đêm thuộc phân họ Arctiinae, họ Erebidae.